# Антикоррозионная защита

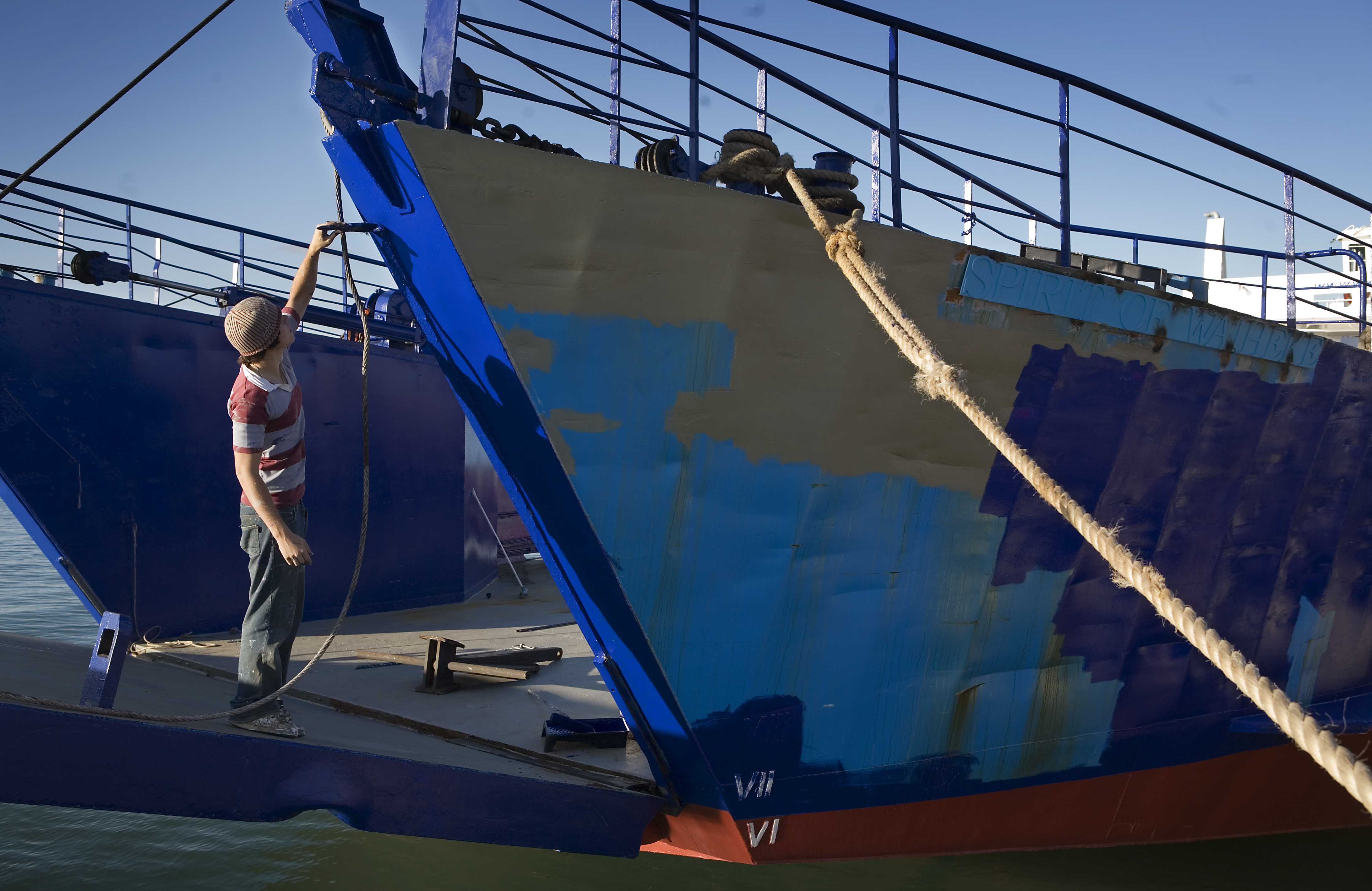
Покраска корабля на верфи

Антикоррозионная защита — нанесение на поверхность защищаемых конструкций слоёв защитных покрытий на основе органических и неорганических материалов, в частности, лакокрасочных материалов, металлов и сплавов.

## Описание
Незащищенная сталь, находясь в воздушной среде или почве, подвергается воздействию коррозии, что может привести к её разрушению. Потери металла от коррозии могут составлять до 10 % годового производства стали. Различают два вида потерь: прямые и косвенные. Прямые потери — это безвозвратные потери металла, стоимость замены оборудования, металлоконструкций, расходы на антикоррозионную защиту. Косвенные — простои оборудования, снижение мощности, снижение качества продукции, расход металла на утолщение стенок.
Во избежание коррозионного разрушения стальные конструкции часто защищают таким образом, чтобы они могли выдерживать коррозионные напряжения на протяжении срока службы, оговоренного техническими условиями. Существуют различные методы защиты от коррозии, которые зависят от особенностей материала, который необходимо защищать и особенностей его эксплуатации, а также и от агрессивности окружающей среды. Наиболее часто антикоррозионная защита заключается в нанесении на поверхность защищаемых конструкций слоев защитных покрытий на основе органических и неорганических материалов (барьерный метод защиты), в частности, лакокрасочных материалов (ЛКМ) или металлов.
Специалист в области антикоррозионной защиты должен знать физико-химические свойства антикоррозионных покрытий, способы подготовки поверхностей, а также способы приготовления различных компаундов.
За рубежом контроль качества работ по подготовке поверхности и нанесению защитных покрытий (АКЗ) на судовые конструкции и другие металлические сооружения (морские платформы, нефте- и газопроводы, мосты, причалы и т. п.) осуществляется квалифицированными инспекторами в соответствии с требованиями национальных и/или международных стандартов.

## Защита с помощью лакокрасочных материалов

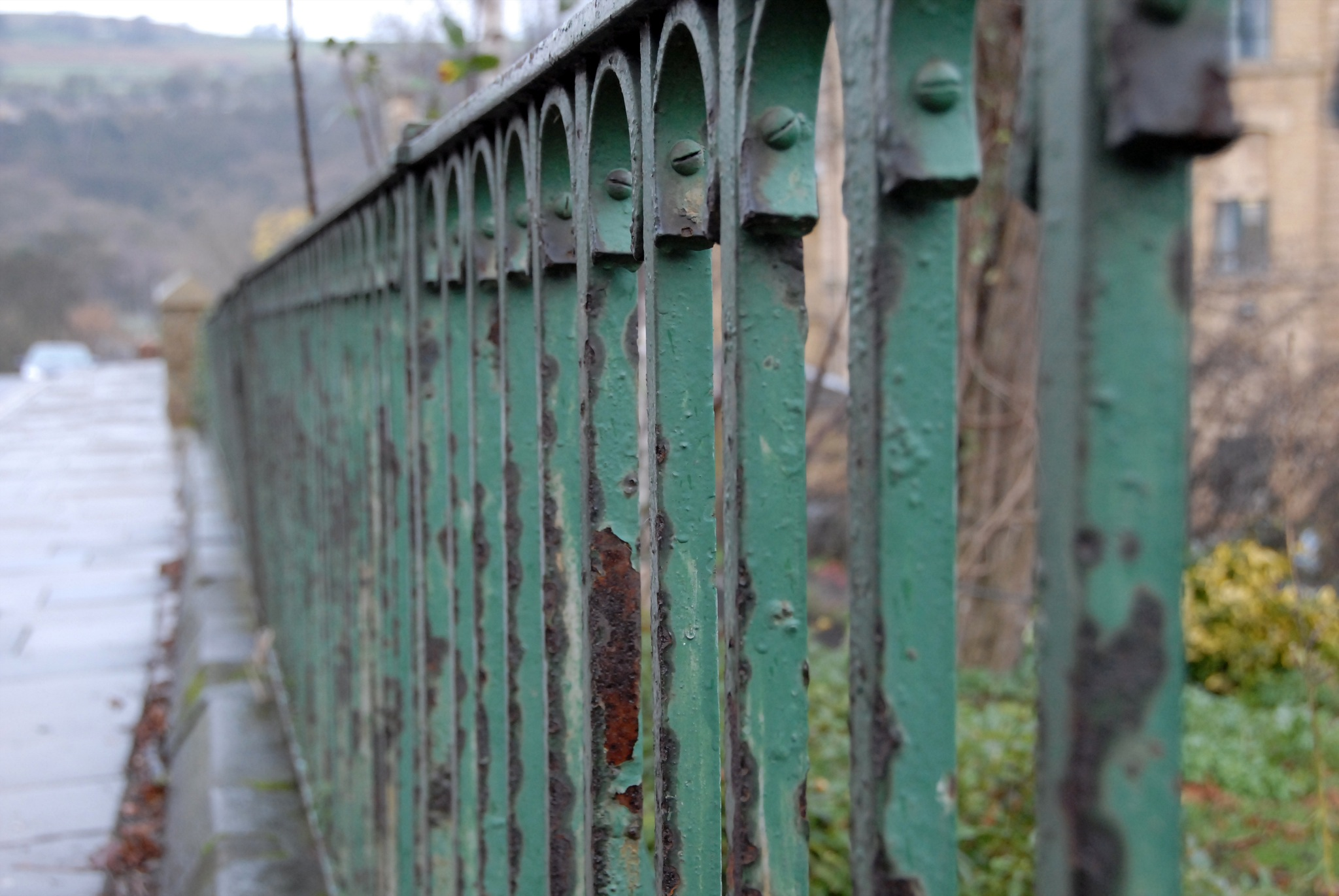
Забор, подвергающийся коррозии

Наиболее часто антикоррозионная защита заключается в нанесении на поверхность защищаемых конструкций слоёв защитных покрытий на основе органических и неорганических лакокрасочных материалов (барьерный метод защиты). 
Толщина сухого слоя лакокрасочных материалов (ЛКМ) — важный параметр в антикоррозионной защите металлов влияющий на срок службы покрытия. Нанесение краски с толщиной больше необходимой не только приводит к перерасходу и значительному увеличению времени сушки, а также может стать причиной разрушения покрытия в процессе высыхания. Нанесение краски слишком тонким слоем приводит к неэффективной защите подложки, плохой укрывистости, что сказывается на адгезии лакокрасочного покрытия и ведет к его преждевременному разрушению. 
В технологической карте на конкретный лакокрасочный материал содержатся сведения, необходимые для нанесения краски, в том числе рекомендуемые величины толщин мокрого и сухого слоёв покрытия, объёмного содержания нелетучих веществ, предельные величины разбавления и другие. Когда имеется такая информация, маляру легко с помощью гребёнки обеспечить требуемую толщину сухого слоя.

## Виды антикоррозионной защиты
- Антикоррозионная защита от атмосферного воздействия
- Антикоррозионная защита резервуаров и труб
- Судовые покрытия
- Индустриальные покрытия

## Основные методы антикоррозионной защиты
- цинкование
- покрытие порошковой краской
- легирование металлов,
- термообработка,
- ингибирование окружающей металлической среды,
- деаэрация среды,
- водоподготовка,
- газотермические покрытия,
- создание микроклимата и защитной атмосферы,
- фаолитирование.